# آرثر أرنولد
آرثر أرنولد (بالهولندية: Arthur Arnold) هو موزع هولندي، ولد في 5 أبريل 1967 في ناردن في هولندا.

## وصلات خارجية
- آرثر أرنولد على موقع ميوزك برينز (الإنجليزية)
- آرثر أرنولد على موقع أول ميوزيك (الإنجليزية)